# Fußball-Weltmeisterschaft 1950/Finalrunde
| Pl. | Land      | Sp. | S | U | N | Tore    | Diff. | Punkte |
| --- | --------- | --- | - | - | - | ------- | ----- | ------ |
| 1.  | Uruguay   | 3   | 2 | 1 | 0 | 007:500 | +2    | 05:10  |
| 2.  | Brasilien | 3   | 2 | 0 | 1 | 014:400 | +10   | 04:20  |
| 3.  | Schweden  | 3   | 1 | 0 | 2 | 006:110 | −5    | 02:40  |
| 4.  | Spanien   | 3   | 0 | 1 | 2 | 004:110 | −7    | 01:50  |

Die Finalrunde der Fußball-Weltmeisterschaft 1950 war ein vom 9. Juli bis 16. Juli 1950 ausgetragener Bestandteil der 4. Fußball-Weltmeisterschaft der Männer in Brasilien. Dieser Artikel behandelt die einzelnen Spiele dieser Finalrunde und ihre Resultate. Zum einzigen Mal bei einer WM wurden in der Finalrunde nur Gruppenspiele ausgetragen. Sieger der Finalrunde und damit Fußball-Weltmeister 1950 wurde Uruguay.

## Qualifizierte Teams
| Gruppe 1     | Gruppe 2   | Gruppe 3    | Gruppe 4   |
| ------------ | ---------- | ----------- | ---------- |
| 1. Brasilien | 1. Spanien | 1. Schweden | 1. Uruguay |

## Spiele der Finalrunde

### Brasilien – Schweden 7:1 (3:0)
| Brasilien                                      | Brasilien | Schweden | Schweden |
| ---------------------------------------------- | --- | --- | -------- |
| Brasilien                                      | \| 1. Finalrundenspiel \| \| 9. Juli 1950 in Rio de Janeiro (Maracanã) \| \| Zuschauer: 138.886 \| \| Schiedsrichter: Arthur Edward Ellis ( England) \| \| Spielbericht \| | \| 1. Finalrundenspiel \| \| 9. Juli 1950 in Rio de Janeiro (Maracanã) \| \| Zuschauer: 138.886 \| \| Schiedsrichter: Arthur Edward Ellis ( England) \| \| Spielbericht \|                                  | Schweden |
| Brasilien                                      | Moacyr Barbosa, Augusto , Juvenal, Bauer, Danilo, Bigode, Maneca, Zizinho, Ademir, Jair, Chico Cheftrainer: Flávio Costa                                                   | Kalle Svensson, Lennart Samuelsson, Erik Nilsson , Sune Andersson, Knut Nordahl, Ingvar Gärd, Stig Sundqvist, Karl-Erik Palmér, Hasse Jeppson, Lennart Skoglund, Stellan Nilsson Cheftrainer: George Raynor | Schweden |
| Brasilien                                      | 1:0 Ademir (17.) 2:0 Ademir (36.) 3:0 Chico (39.) 4:0 Ademir (52.) 5:0 Ademir (58.) 6:1 Maneca (85.) 7:1 Chico (88.)                                                       | 5:1 Sune Andersson (67.) | Schweden |
| 1. Finalrundenspiel                            | | |          |
| 9. Juli 1950 in Rio de Janeiro (Maracanã)      | | |          |
| Zuschauer: 138.886                             | | |          |
| Schiedsrichter: Arthur Edward Ellis ( England) | | |          |
| Spielbericht                                   | | |          |

### Uruguay – Spanien 2:2 (1:2)
| Uruguay                                         | Uruguay | Spanien | Spanien |
| ----------------------------------------------- | --- | --- | ------- |
| Uruguay                                         | \| 1. Finalrundenspiel \| \| 9. Juli 1950 in São Paulo (Estádio do Pacaembu) \| \| Zuschauer: 44.802 \| \| Schiedsrichter: Mervyn Griffiths ( Wales) \| \| Spielbericht \|                                          | \| 1. Finalrundenspiel \| \| 9. Juli 1950 in São Paulo (Estádio do Pacaembu) \| \| Zuschauer: 44.802 \| \| Schiedsrichter: Mervyn Griffiths ( Wales) \| \| Spielbericht \|                                        | Spanien |
| Uruguay                                         | Roque Máspoli, Matías González, Eusebio Tejera, Juan Carlos González, Obdulio Varela , Víctor Rodríguez Andrade, Alcides Ghiggia, Julio Pérez, Oscar Míguez, Juan Schiaffino, Ernesto Vidal Cheftrainer: Juan López | Antoni Ramallets, Gabriel Alonso, José Parra Martínez, Josep Gonzalvo, Marià Gonzalvo, Antonio Puchades, Estanislao Basora, Silvestre Igoa, Zarra, Luis Molowny, Agustín Gaínza Cheftrainer: Guillermo Eizaguirre | Spanien |
| Uruguay                                         | 1:0 Alcides Ghiggia (29.) 2:2 Obdulio Varela (73.) | 1:1 Estanislao Basora (32.) 1:2 Estanislao Basora (39.) | Spanien |
| 1. Finalrundenspiel                             | | |         |
| 9. Juli 1950 in São Paulo (Estádio do Pacaembu) | | |         |
| Zuschauer: 44.802                               | | |         |
| Schiedsrichter: Mervyn Griffiths ( Wales)       | | |         |
| Spielbericht                                    | | |         |

### Brasilien – Spanien 6:1 (3:0)
| Brasilien                                  | Brasilien | Spanien | Spanien |
| ------------------------------------------ | --- | --- | ------- |
| Brasilien                                  | \| 2. Finalrundenspiel \| \| 13. Juli 1950 in Rio de Janeiro (Maracanã) \| \| Zuschauer: 152.772 Zuschauer \| \| Schiedsrichter: Reg Leafe ( England) \| \| Spielbericht \| | \| 2. Finalrundenspiel \| \| 13. Juli 1950 in Rio de Janeiro (Maracanã) \| \| Zuschauer: 152.772 Zuschauer \| \| Schiedsrichter: Reg Leafe ( England) \| \| Spielbericht \|                                           | Spanien |
| Brasilien                                  | Moacyr Barbosa, Augusto , Juvenal, Bauer, Danilo, Bigode, Friaça, Zizinho, Ademir, Jair, Chico Cheftrainer: Flávio Costa                                                    | Antoni Ramallets, Gabriel Alonso, José Parra Martínez, Josep Gonzalvo, Marià Gonzalvo, Antonio Puchades, Estanislao Basora, Silvestre Igoa, Zarra, José Luis Panizo, Agustín Gaínza Cheftrainer: Guillermo Eizaguirre | Spanien |
| Brasilien                                  | 1:0 Ademir (15.) 1 2:0 Jair (21.) 3:0 Chico (31.) 4:0 Chico (55.) 5:0 Ademir (57.) 6:0 Zizinho (67.)                                                                        | 6:1 Silvestre Igoa (71.) | Spanien |
| Brasilien                                  | Das 4:0 war das 300. WM-Tor | | Spanien |
| 2. Finalrundenspiel                        | | |         |
| 13. Juli 1950 in Rio de Janeiro (Maracanã) | | |         |
| Zuschauer: 152.772 Zuschauer               | | |         |
| Schiedsrichter: Reg Leafe ( England)       | | |         |
| Spielbericht                               | | |         |

### Uruguay – Schweden 3:2 (1:2)
| Uruguay                                          | Uruguay | Schweden | Schweden |
| ------------------------------------------------ | --- | --- | -------- |
| Uruguay                                          | \| 2. Finalrundenspiel \| \| 13. Juli 1950 in São Paulo (Estádio do Pacaembu) \| \| Zuschauer: 7.987 \| \| Schiedsrichter: Giovanni Galeati ( Italien) \| \| Spielbericht \|                                  | \| 2. Finalrundenspiel \| \| 13. Juli 1950 in São Paulo (Estádio do Pacaembu) \| \| Zuschauer: 7.987 \| \| Schiedsrichter: Giovanni Galeati ( Italien) \| \| Spielbericht \|                                 | Schweden |
| Uruguay                                          | Aníbal Paz, Matías González, Eusebio Tejera, Schubert Gambetta, Obdulio Varela , Víctor Rodríguez Andrade, Alcides Ghiggia, Julio Pérez, Oscar Míguez, Juan Schiaffino, Ernesto Vidal Cheftrainer: Juan López | Kalle Svensson, Lennart Samuelsson, Erik Nilsson , Sune Andersson, Gunnar Johansson, Ingvar Gärd, Stig Sundqvist, Karl-Erik Palmér, Bror Mellberg, Lennart Skoglund, Egon Jönsson Cheftrainer: George Raynor | Schweden |
| Uruguay                                          | 1:1 Alcides Ghiggia (39.) 2:2 Oscar Míguez (77.) 3:2 Oscar Míguez (85.) | 0:1 Karl-Erik Palmer (5.) 1:2 Stig Sundqvist (40.) | Schweden |
| 2. Finalrundenspiel                              | | |          |
| 13. Juli 1950 in São Paulo (Estádio do Pacaembu) | | |          |
| Zuschauer: 7.987                                 | | |          |
| Schiedsrichter: Giovanni Galeati ( Italien)      | | |          |
| Spielbericht                                     | | |          |

### Schweden – Spanien 3:1 (2:0)
| Schweden                                          | Schweden | Spanien | Spanien |
| ------------------------------------------------- | --- | --- | ------- |
| Schweden                                          | \| 3. Finalrundenspiel \| \| 16. Juli 1950 in São Paulo (Estádio do Pacaembu) \| \| Zuschauer: 11.227 \| \| Schiedsrichter: Karel van der Meer ( Niederlande) \| \| Spielbericht \|                       | \| 3. Finalrundenspiel \| \| 16. Juli 1950 in São Paulo (Estádio do Pacaembu) \| \| Zuschauer: 11.227 \| \| Schiedsrichter: Karel van der Meer ( Niederlande) \| \| Spielbericht \|                                      | Spanien |
| Schweden                                          | Kalle Svensson, Lennart Samuelsson, Erik Nilsson , Sune Andersson, Gunnar Johansson, Ingvar Gärd, Stig Sundqvist, Karl-Erik Palmér, Bror Mellberg, Ingvar Rydell, Egon Jönsson Cheftrainer: George Raynor | Ignacio Eizaguirre, Vicente Asensi, José Parra Martínez, Gabriel Alonso, Alfonso Silva, Antonio Puchades, Estanislao Basora, Rosendo Hernández, Zarra , José Luis Panizo, José Juncosa Cheftrainer: Guillermo Eizaguirre | Spanien |
| Schweden                                          | 1:0 Stig Sundqvist (15.) 2:0 Bror Mellberg (33.) 3:0 Karl-Erik Palmer (80.) | 3:1 Zarra (82.) | Spanien |
| 3. Finalrundenspiel                               | | |         |
| 16. Juli 1950 in São Paulo (Estádio do Pacaembu)  | | |         |
| Zuschauer: 11.227                                 | | |         |
| Schiedsrichter: Karel van der Meer ( Niederlande) | | |         |
| Spielbericht                                      | | |         |

### Uruguay – Brasilien 2:1 (0:0)
| Uruguay                                                  | Uruguay | Brasilien | Brasilien | Aufstellung                         |
| -------------------------------------------------------- | --- | --- | --------- | ----------------------------------- |
| Uruguay                                                  | \| 3. Finalrundenspiel \| \| 16. Juli 1950 in Rio de Janeiro (Maracanã) \| \| Zuschauer: 173.850 (offiziell), geschätzt bis zu 220.000 \| \| Schiedsrichter: George Reader ( England) \| \| Spielbericht \|    | \| 3. Finalrundenspiel \| \| 16. Juli 1950 in Rio de Janeiro (Maracanã) \| \| Zuschauer: 173.850 (offiziell), geschätzt bis zu 220.000 \| \| Schiedsrichter: George Reader ( England) \| \| Spielbericht \| | Brasilien | Aufstellung Uruguay gegen Brasilien |
| Uruguay                                                  | Roque Máspoli, Matías González, Eusebio Tejera, Schubert Gambetta, Obdulio Varela , Víctor Rodríguez Andrade, Alcides Ghiggia, Julio Pérez, Oscar Míguez, Juan Schiaffino, Rubén Morán Cheftrainer: Juan López | Moacyr Barbosa, Augusto , Juvenal, Bauer, Danilo, Bigode, Friaça, Zizinho, Ademir, Jair, Chico Cheftrainer: Flávio Costa                                                                                    | Brasilien | Aufstellung Uruguay gegen Brasilien |
| Uruguay                                                  | 1:1 Juan Schiaffino (66.) 2:1 Alcides Ghiggia (79.) | 0:1 Friaça (47.) | Brasilien | Aufstellung Uruguay gegen Brasilien |
| 3. Finalrundenspiel                                      | | |           |                                     |
| 16. Juli 1950 in Rio de Janeiro (Maracanã)               | | |           |                                     |
| Zuschauer: 173.850 (offiziell), geschätzt bis zu 220.000 | | |           |                                     |
| Schiedsrichter: George Reader ( England)                 | | |           |                                     |
| Spielbericht                                             | | |           |                                     |